# تاریخ جمهوری چین
تاریخ جمهوری چین (انگلیسی: History of the Republic of China) پس از دودمان چینگ در سال ۱۹۱۲ آغاز می‌شود، زمانی که تشکیل جمهوری چین (۱۹۴۹–۱۹۱۲) به عنوان جمهوری مشروطه به ۲۰۰۰ سال حکومت امپراتوری در چین خاتمه داد.